# East Barre
East Barre – jednostka osadnicza w Stanach Zjednoczonych, w stanie Vermont, w hrabstwie Washington.